# Chalwa (Religion)
Chalwa (arabisch خلوة, DMG ḫalwa, chalwat; wörtlich „Leere, Einsamkeit“; türk. halvet) wird in unterschiedlichen Kontexten in muslimischen Kulturen benutzt. Ursprünglich bezeichnet es eine spirituelle Praxis, indem der Ausübende (innerlich, aber auch in Bezug auf seinen Besitz) „leer“ wird und sich von jeglichem weltlich-materiellen Ballast befreit. Im persischen Sprachgebrauch existiert außerdem der Begriff Chalwat-neschin (خلوت نشين, DMG ḫalwat-nešīn, wörtlich „der/die in der Leere/Einsamkeit Sitzende“).

## Sufismus
Im Sufismus bezeichnet Chalwa eine spirituelle Einkehr (Klausur), traditionell für 40 Tage während der der Murīd ausgedehnte spirituelle Übungen unter der Anleitung eines Sufi-Meisters (Scheich oder Pir) unternimmt. Er zieht sich zurück und erscheint nur zum Gebet und um mit seinem Meister Träume und Visionen zu besprechen.
Der Name des Halveti-Ordens geht zurück auf die Praxis der Chalwa.

## Weitere Bedeutungen
Sudan
Im Sudanesischen Dialekt bezeichnet „a khalwa“ eine islamische Schule. Das beweist den großen Einfluss, den der Sufismus früher auf den Islam im Sudan hatte. (Der arabische Wikipedia-Artikel beschreibt diese Art von Schule.)
Malaysia
In Malaysia können unverheiratete Muslime durch die staatliche Religionspolizei verurteilt werden aufgrund von chalwat („in abgeschlossener Nähe“ zu sein = wenn Frauen Männern zu nahe kommen).
Drusen
Khalwat al-Bayada heißen die Gebetshäuser der Drusen.